# یوکوزونا
یوکوزونا (انگلیسی: Yokozuna; ۲ اکتبر ۱۹۶۶ – ۲۳ اکتبر ۲۰۰۰) کشتی‌گیر کشتی حرفه‌ای، هنرپیشه، و کشتی‌گیر اهل ایالات متحده آمریکا بود.
وی همچنین دارنده نشان تالار شهرت دبلیو دبلیو ای شده‌است.
بهترین دروان اون ببین 1990 تا 1998 موفق به شکست هالگ هوگان شد و این کشتی کج ها مسابقه داد بیگ باس من هوگن برن هارت آندرتیکر با ویدر مسابقه داد وبه شدت مصدوم شد درسال 2000 درگذشت.